# Bracco Di Graci
Bracco Di Graci, all'anagrafe Domenico Di Graci (Gela, 10 febbraio 1965), è un cantautore italiano.

## Biografia
Domenico Di Graci, per gli amici Bracco, di origine siciliana ma bolognese d'adozione, scopre proprio nel capoluogo emiliano la passione per la musica. Da ragazzo si guadagna da vivere facendo il carpentiere, al contempo studia pianoforte e sull'onda dell'entusiasmo trova l'ispirazione per comporre le sue prime canzoni; nel 1984 debutta con il suo primo 45 giri, inciso usando il suo vero nome. Proprio a Bologna, a seguito dell'incontro con Lucio Dalla (di cui, in un primo tempo, è l'autista personale) ha l'opportunità di firmare il suo primo contratto discografico presso l'etichetta del cantautore bolognese.
Nel 1991 vince il Festival di Castrocaro.
Nel 1992 partecipa al Festival di Sanremo nella sezione Giovani con Datemi per favore.
Nel 1993 partecipa al Festival di Sanremo di nuovo nella sezione Giovani con Guardia o ladro, classificandosi al quarto posto, e sempre nello stesso anno, vince il Cantagiro nella Sezione giovani. Nel 1994 partecipa al Festivalbar con la canzone Uomo, pubblicato anche come singolo. Tra il 1997 e il 1998 pubblica l'album "lo Specchio". 
Dopo un periodo di fugace successo, dal 1998 torna al lavoro di operaio in fabbrica, continuando però la sua attività di autore, che lo porta a scrivere anche per artisti di grosso calibro come Gianni Morandi.
Nel 2011 scrive un brano per il movimento Popolo Viola e successivamente pubblica il brano "C'è bisogno di riscrivere la vita", che segna il suo ritorno sulle scene.
Dal 2022 è ritornato a pubblicare album, tornando anche a esibirsi dal vivo dopo 25 anni.

## Discografia

### Singoli
- 1984 (come Domenico Di Graci) La lettera/Ho visto una ragazza (City Record, C 6474)
- 1992 Datemi per favore/Vivo muoio e vivo (Pressing, ZB 45325)
- 2011 C'è bisogno di riscrivere la vita
- 2022 Così è la vita (TuneCore (per conto di Bracco Di Graci))

### Album
- 1993 Guardia o ladro (Pressing, 74321-13681-2)
- 1994 Uomo (Pressing, 74321-2055-12)
- 1996 Sono esaurito (Pressing)
- 1998 Lo specchio (Ricordi)
- 2012 Sono esaurito (RCA Records, in versione digitale)